# 新・霊幻道士 風水捜査篇
『新・霊幻道士 風水捜査篇』（しん・れいげんどうし ふうすいそうさへん、原題：驅魔警察、英題：Magic Cop）は、1990年公開の香港映画。西脇美智子が女魔術師として出演。

## ストーリー
7月の中元節（鬼節）、リンは両親の霊を供養するために紙銭を燃やしていた。リンと一緒に紙銭を燃やしていた隣のサンさんが誤って火を消してしまったため、悪霊が怒って襲ってきた。そこへリンの叔父で、霊幻刑事のファンが駆け付け、道教の秘術で霊を封じ込める。 
香港では、香港警察のラム警部達が麻薬の取引現場のレストランに潜入捜査していた。不審な運び屋の女を逮捕しようとするが、異様な怪力で銃でも止められず、外に出た女はトラックにはねられてしまう。女は東坪（トンピン）州のチュウで、サンの孫であることが分かり、遺体の確認を東坪警察に依頼する。
すぐに東坪警察のファンと、姪のリンがやってきた。ファンは遺体を見ると、すでに死んでいるキョンシーだと気づく。警察署に向かうと、元相棒のマー署長は検死の結果、女は事件の7日前にすでに死んでいたという。
ファンとリンは、署長の命令でラム警部の家に住むことになった。ファンはラム警部と反目し合うが、部屋を改造して住むことにする。
翌朝、ファン達はチュウの恋人のエディが経営するジムに向かい、襲ってきたエディの額から血を一滴取って、わざと逃がす。ファンは風水捜査を開始し、追跡の術（伏擊追踪法）でエディの居場所を突き止める。エディはアジトに着くと、ボスである日本人の女魔術師に妖術で殺されてしまう。アジトには２本の柱があって日光を遮り陰気で、死体の腐敗を防ぐための炭と石灰や、死体の操作に必要な月光を集めるためのガラスが敷きつめられていた。ファンは、唐の時代に日本の妖術を取り入れた魔術師の九菊一派が黒幕だと見抜き、術でエディの体を遠隔操作して女魔術師と法力で対決する。そこへラム警部がやってきたため、女魔術師は姿を消した。
ファンは、死体操作には五種類の方法があり、いづれも符が必要だと言い、もう一度チュウの死体を調べると、頭から氷の符を発見した。そこへ女魔術師から氷の符で操られたキョンシーのエディが、ラム警部を標的に現れ、凄まじい怪力で3人を追い詰めるが、ファンがガソリンで爆破して危うく難を逃れる。ラム警部はファンに命を救われ、ようやく考えを改める。リンは、「心配な奴にくれてやれ」とファンからもらった魔よけの石を、ラム警部に渡す。
翌朝、ファンは警察署長室の机の引き出しから、道具の入ったアタッシュケースを持ち出す。一方、ラム警部達は外に出るなというファンの警告を無視し、日本人の経営する店に向かう。店では女魔術師が待っており、妖術でラム警部の体を凍らせてしまう。
ラム警部をマンションに連れ帰り、体内の三つの炎を燃やすというファンの術でラムの体を温めていると、女魔術師が現れてリンを屋上に連れ去る。ファンは署長室から持ち出した鏡を使い、女魔術師と激しい法力合戦を繰り広げる。女魔術師は隙をついて鏡を叩き割るが、中の経文の力で恐ろしい正体を現す。女魔術師は爆発や、火に包まれてエレベーターシャフトに落下しても死ななかったが、ファンが鏡の光を布に投影させると、その光を浴びて爆死した。
東坪州に帰る日、リンはファンから3日間だけ香港に留まることを許され、喜ぶのだった。

## キャスト
| 役名                       | 俳優                       | 日本語吹替 |
| -------------------------- | -------------------------- | ---------- |
| ファン（風叔）             | ラム・チェンイン（林正英） | 土師孝也   |
| ラム警部（林警官）         | ラム・ジュンイン（林俊賢） | 宮本充     |
| チーフ（隊長・2237號警員） | ミウ・キウワイ（苗僑偉）   |            |
| リン（阿蓮）               | ウォン・メイワー（王美華） |            |
| 女魔術師（女老板）         | 西脇美智子                 | 土井美加   |
| 側近（販毒集團的打手）     | ビリー・チョウ（周比利）   |            |
| 署長（馬長官）             | ウー・マ（午馬）           | 大竹宏     |
| エディ（艾迪）             | 陳治良                     |            |
| チュウ（陳珠珠）           | 黃玉行                     |            |
| サンさん（三婆）           | キャンディ・ハウ（侯煥玲） |            |
| 警官                       | リー・チーギッ（李志傑）   |            |

## スタッフ
- 製作：ラム・チェンイン（林正英）
- 監督：トン・ワイ（董瑋）
- 脚本：ジャン・ガンチョーン（曾謹昌）、サム・ヂーリョーン（沈治樑）
- 編集：ハー・ジャーッスン（夏澤信）
- 武術指導：ラム・チェンイン（林正英）、リー・チーギッ（李志傑）、シャオ・ホウ（小侯）、周金江、陳文清